# Болл, Винсент
Винсент Мартин Болл (англ. Vincent Martin Ball; род. 4 декабря 1923, Ви-Ваа, Новый Южный Уэльс) — австралийский актёр театра, кино и телевидения. Он также является автором ряда книг.

## Биография
Болл родился в городке Ви-Ваа, Новый Южный Уэльс, в 1923 году в семье линейного судьи железных дорог Нового Южного Уэльса. Болл говорил, что с раннего возраста хотел быть актёром, особенно «ковбоем в кино».
С началом Второй Мировой войны Болл оставил работу в австралийской компании General Electric и, пройдя военную подготовку в Канаде, стал воздушным стрелком-радистом в Королевских ВВС Австралии, проходя службу в Великобритании.
После войны он вернулся в Австралию к своей старой работе, но вскоре решил попробовать себя в любительской драматургии. Чтобы исправить свой акцент он брал уроки ораторского искусства. Там он встретил свою учительницу, ведущую сиднейскую актрису Дорин Харроп. Вскоре они поженились. У них есть трое детей. Семья проживает в городе Читтауэй Пойнт, Новый Южный Уэльс.

## Карьера
Болл часто писал письма с просьбой о прослушивании. Одно из них было направлено в организацию Rank, которая, впечатлённая его энтузиазмом, посоветовала ему приехать в Англию на кинопробу на роль в британской версии «Голубой лагуны» 1949 года. По прибытии в Англию он получил работу дублёра Дональда Хьюстона в подводной схватке с осьминогом. Затем он получил роль сына Джека Уорнера в фильме «Улыбающиеся ирландские глаза».
Переехав в Стоутинг, Кент, он часто появлялся в ролях второго плана. В 1969 году он сыграл Сесила Карпентера в фильме «Куда дерзают орлы» вместе с Ричардом Бёртоном и Клинтом Иствудом.
Болл вернулся в Австралию в 1973 году. Вскоре он был очень популярен, снимаясь в кино, театре и на телевидении.
Он наиболее известен своими работами в австралийских фильмах и телесериалах, включая роли в фильмах «Брейкер Морант», «Фар Лэп» и «Свадьба Мюриэл». Его многочисленные роли в австралийских мини-сериалах или телефильмах, снятых для телевидения, включают «Против ветра» и эпические «Анзаки».
В 2014 году, в возрасте 91 года он сыграл ветерана Второй Мировой войны по имени Том Найт в австралийской мыльной опере «Дома и в гостях». Сцены вышли в эфир в апреле 2015 года. В 2016 году за заслуги в сфере изобразительного искусства Винсент Болл был награждён медалью ордена Австралии.